# 弗倫德 (堪薩斯州)
弗倫德為位在美國堪薩斯州芬尼縣的非建制地區。該鎮鄰近83号美国国道，坐落於加登城西部鐵路北線，北邊接近斯科特縣縣界。該鎮周邊地區包含位在該鎮北方的沙洛沃特以及位在該鎮南方的坦尼斯。
該鎮原稱麥丘（McCue），由來自內布拉斯加州黑斯廷斯、海灣與北方鐵路計畫－加登城（Garden City, Gulf & Northern Railroad）籌辦者巴茲爾·M·麥丘（Basil M. McCue）命名。後來聖塔菲鐵路接管加登城與斯科特城之間的鐵路後而更名為弗倫德（Friend）。
弗倫德的郵政局於1992年結束營運。

## 外部連結
- Historical Directory of Kansas Towns (M) （页面存档备份，存于）
- Basil M. McCue at A Standard History of Kansas and Kansans